# William Harris Ashmead

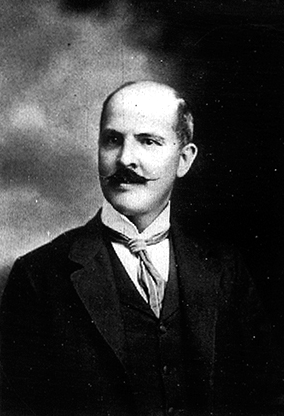
William Harris Ashmead

William Harris Ashmead (ur. 19 września 1855 w Filadelfii, zm. 17 października 1908 w Waszyngtonie) – amerykański entomolog.
Po ukończeniu studiów Ashmead pracował dla wydawnictwa J. B. Lippincott Co.. Później osiadł na Florydzie, gdzie założył własne wydawnictwo poświęcone rolnictwu. Wprowadził także na rynek tygodnik rolniczy "Florida Dispatch" w którym znajdowała się rubryka poświęcona owadom szkodliwym. W 1879 roku Ashmead zaczął pisać artykuły do publikacji naukowych i w 1887 rozpoczął działalność na polu entomologicznym dla Florydzkiego Ministerstwa Rolnictwa. Rok później został entomologiem przy Rolniczej Stacji Badawczej Lake City, by w 1889 roku znów pracować dla ministerstwa. W kolejnych latach wiele podróżował, zwłaszcza do Niemiec. Od 1895 roku do śmierci w roku 1908 był asystentem w Wydziale Entomologii Muzeum Narodowego Stanów Zjednoczonych.
Zajmował się głównie systematyką owadów, w szczególności błonkówek. Opisał wiele nowych taksonów. Opublikował według różnych przeglądów naukowych około 260 artykułów.

## Wybrane książki
- Monograph of the North American Proctotrypidae. (Bulletin of the US National Museum, no. 45) Washington: US GPO, 1893.
- Descriptions of New genera and species of Hymenoptera from the Philippine Islands. (Proceedings of the US National Museum, no. 29) Washington: US GPO, 1904.

## Wybrane artykuły
- "Studies on the North American Proctotrupidae, with descriptions of new species from Florida." Entomol. Am. 3: 73-76, 97-100, 117-119 (1887).
- "Descriptions of some new genera and species of Canadian Proctotrupidae." Can. Entomol.  20: 48-55 (1888).
- "Description of a new genus and new species of proctotrypid bred by Mr F.W. Urich from an embiid." J. Trin. Fld. Nat. Club 2: 264-266 (1895).
- "The phylogeny of the Hymenoptera". Proc. Ent. soc. Washington, III: 326-336 (1896) .
- "Classification of the pointed-tailed wasps, or the superfamily Proctotrypoidea.-III." J. N. Y. Entomol. Soc. 11: 86-99 (1903).
- "Descriptions of new Hymenoptera from Japan-1." J. N. Y. Entomol. Soc. 12: 65-84 (1904).